# Лофант
Лофант (Lophanthus) — рід ароматичних багаторічних трав або напівкущів, що населяють Алтай, Казахстан, Киргизстан, Монголію, Таджикистан, Тибет, Сіньцзян; зростають у горах.

## Біоморфологічна характеристика
Листки прості. Суцвіття складні. Чашечка трубчаста або трубчасто-дзвінчаста, нечітко 2-губа, 5-лопатева (3/2), частки неоднакові, трикутні. Віночок сильно 2-губий, 5-лопатевий (2/3), синьо-фіолетовий або рожевий. Горішки від трикутних до еліпсоїдних, гладкі або горбисті. 2n = 16.

## Використання
Деякі види використовуються в лікарських цілях.

## Види
Рід містить 5 видів: 
1. Lophanthus krylovii Lipsky
2. Lophanthus schrenkii Levin
3. Lophanthus subnivalis Lipsky
4. Lophanthus tibeticus C.Y.Wu & Y.C.Huang
5. Lophanthus varzobicus Kochk.